# 南部正太郎
南部 正太郎（なんぶ しょうたろう、男性、1918年11月23日 ‐ 1976年11月5日）は、日本の漫画家。昭和20年代の関西漫画界の第一人者で、代表作に焼け跡派の4コマ漫画「ヤネウラ3ちゃん」がある。生前は大阪読売新聞夕刊の「マンガアンデパンダン」選者、日本漫画家協会関西支部所属。

## 生涯
1918年11月23日、岐阜県大垣市生まれ。すぐ大阪府高槻市に移住。
1937年、都島工業学校建築科卒業後、大阪の建築事務所で働きはじめる。一時的に大映京都撮影所で助監督を務めるが、建築事務所に復帰。
1945年、勤めていた建築事務所が解散。漫画を描きはじめ、大阪新聞社の雑誌『漫画日本』や『読物と漫画』（『大阪パック』改題）で作品を発表。『漫画日本』に掲載された「千一夜」が『大阪新聞』編集部の目に留まり、年末に『大阪新聞』で「Q太郎青春メモ」を短期連載。
1946年、『大阪新聞』3月12日付から4コマ漫画「ヤネウラ3ちゃん」連載開始。戦後日本の世相・風俗取り入れた作風が評判を呼び、本作を読むために新聞を買う人の行列ができ、松竹で喜劇として上演、“3ちゃん”を冠したお店が大阪に数か所作られるほどだった。手塚治虫は「ロストワールド」執筆時に「この漫画、もっと3ちゃんみたいになりまへんかな」と意見されたという。年末、手塚治虫らと関西まんが人クラブに参加。これは東京へ行かずに関西で漫画の根を生やそうとした会。
1947年、手塚治虫、武田将美とスリー・マンガ・クラブを結成。南部は8ミリ映画に凝り、自作の劇映画を見せることもあった。東京の『朝日新聞』から連載の声がかかり『大阪新聞』での手ごたえから自信をもって東京へ上京したが、大阪出身者への偏見から苦労し、大阪に戻ってきたという。
1976年11月5日、脳溢血のため兵庫県宝塚市の大室病院で死去。57歳。手塚治虫も東京から駆けつけ、葬儀を執り行った。生涯独身だった。

## 主な単行本
- 『コドモマンガ　ウミノミヤコ』（不二出版社、1946年9月15日発行）
- 『3ちゃんコロちゃん』第1集（有文堂、1947年2月1日発行）
- 『3ちゃんコロちゃん』第2集（有文堂、1947年）
- 『ポケットモンチャン』（不二出版社、1947年4月20日発行）
- 『長編爆笑漫画　ヤネウラ3ちゃん　せまいながらもの巻』（光書房、1947年5月10日発行）※大阪新聞連載「ヤネウラ3ちゃん」の単行本第1巻
- 『長編爆笑漫画　ヤネウラ3ちゃん　せまいながらもの巻』（ロマン書房、1947年9月10日発行）※出版社変更
- 『3ちゃんのマンガ　20の扉　第1集』（中矢書房、1948年3月20日発行）※NHKラジオのクイズ番組「二十の扉」をもとにした描き下ろし漫画
- 『長編漫画ロマンス　マリヤの秘密』（不二書房、1948年4月5日発行）
- 『長編爆笑漫画　ヤネウラ3ちゃん　住めば天国の巻』（玩具社、1948年5月31日発行）※大阪新聞連載「ヤネウラ3ちゃん」の単行本第2巻
- 『長編爆笑漫画　ヤネウラ3ちゃん　青い鳥の巻』（玩具社、1948年8月30日発行）※大阪新聞連載「ヤネウラ3ちゃん」の単行本第3巻
- 『長編爆笑漫画　ヤネウラ3ちゃん　愉しからずやの巻』（有規文庫、1948年11月25日発行）※大阪新聞連載「ヤネウラ3ちゃん」の単行本第4巻
- 『長編爆笑漫画　ヤネウラ3ちゃん　愉しからずやの巻』（蘭書房、1949年8月25日発行）※出版社変更
- 『新作長編漫画　3ちゃんの冒険　魔神島の巻』（平書房、1949年11月20日発行）
- 『ヤネウラ3ちゃん　ナンセンス漫画傑作集』（小学館文庫、1977年4月20日発行）※表紙イラストは滝瀬源一、解説は副田義也

## 主な作品
- 「Q太郎青春メモ」：『大阪新聞』（大阪新聞社）1945年末
- 「（タイトル不明）」：『漫画日本』1946年1月号
- 「ヤネウラ3ちゃん」：『大阪新聞』（大阪新聞社）1946年3月12日‐
- 『まんがマン』創刊号
- 「3ちゃん」：『さくらんぼ』（昭和出版）1948年2月号‐
- 『婦人朝日』1948年頃連載
- 「3ちゃんのガチャバイ放送局」（絵と文）：『ラジオ・オーサカ』（大阪中央放送局事業部）1948年4月号
- 「続3ちゃんのガチャバイ放送局」（絵と文）：『ラジオ・オーサカ』（大阪中央放送局事業部）1948年5月号
- 「ボロボロの天使」：『シスター』（白川書店）1948年11月号
- 「3ちゃんの冒険」：『コドモ大阪』（コドモ大阪新聞社）
- 「3ちゃんのホームラン王」：『少年界』（中央文芸社）1949年
- 「3ちゃん」：『こども太陽』（太陽社）1949年頃
- 「屋根裏3ちゃん」：『面白倶楽部』（光文社）1950年8月号‐1952年12月号
- 「ララ子ちゃん」：『少女』（光文社）1951年前後
- 「3ちゃん」：『朝日新聞』夕刊（朝日新聞社）1951年1月
- 「3ちゃん劇場」：『面白倶楽部』（光文社）1953年1月号‐1956年12月号
- 「春野いずこさん」：『明星』（集英社）1954年?‐1960年?
- 『文芸春秋臨時増刊　漫画読本』（文芸春秋社）1954年12月号の創刊号からほぼ毎号掲載（1966年6月号まで確認）
- 「タンちゃんとイヌ」：『小学生上級版』（河出書房）1956年
- 『週刊娯楽よみうり』（読売新聞社）1956年前後
- 「ちどりの青春」：『平凡』（平凡出版）1956年5月号‐1958年8月号（全28回）
- 「3ちゃんの迷探偵」：『面白倶楽部』（光文社）1957年1月号‐1957年12月号
- 「3ちゃんの捕物帖」：『面白倶楽部』（光文社）1958年1月号‐1958年12月号
- 「とっくり父さん」：『平凡』（平凡出版）1958年9月号
- 「ボテ社長とイケズ娘」：『平凡』（平凡出版）1958年12月号
- 「3ちゃんシネマ」：『面白倶楽部』（光文社）1959年1月号‐1960年12月号
- 「コッペ君」：『中学コース』（学習研究社）1959年4月号‐1960年3月号（全12回）
- 「のんびり君」：『週刊サンケイ』（扶桑社）1959年10月4日号‐1961年8月21日号（全100回）
- 「ナイス坊や」：『中学生の友』（小学館）1962年10月号‐1963年3月号（全6回）
- 「横町先生」：『中学生の友』（小学館）
- 「GOちゃんの冒険」：『週刊サンケイ』（扶桑社）1966年9月12日号‐1966年12月26日号（全16回）